# Кейн, Док
Док Кейн (англ. Doc Kane) — американский звукооператор. Он был четырежды номинирован на премию «Оскар» в категории «Лучший звук»: в 1992 и 1993 году — за мультфильмы «Красавица и Чудовище» и «Аладдин» соответственно вместе с Терри Портером, Мэлом Меткалфом и Дэвидом Дж. Хадсоном; в 2005 году — за мультфильм «Суперсемейка» вместе с Рэнди Томом и Гари Риззо и в 2008 году — за мультфильм «Рататуй» вместе с Рэнди Томом и Майклом Семаником. Также вместе с Портером, Меткалфом и Хадсоном был номинирован на премию BAFTA в категории «Лучший звук» за мультфильм «Король Лев». Он работал над около 500 фильмами с 1984 года включая фильмы Disney, Pixar и Кинематографической вселенной Marvel.

## Избранная фильмография
- Сумеречная зона (1983)[5]
- Русалочка (1989)[6]
- Спасатели в Австралии (1990)[7]
- Красавица и Чудовище (1991)[8]
- Аладдин (1992)[9]
- Король Лев (1994)[10]
- Покахонтас (1995)[11]
- История игрушек (1995)[12]
- Горбун из Нотр-Дама (1996)[13]
- 101 далматинец (1996)[14]
- Геркулес (1997)[15]
- Мулан (1998)[16]
- Тарзан (1999)[17]
- Стальной гигант (1999)[18]
- История игрушек 2 (1999)[19]
- Похождения императора (2000)[20]
- Лило и Стич (2002)[21]
- Планета сокровищ (2002)[22]
- Суперсемейка (2004)[23]
- Рататуй (2007)[24]
- История игрушек: Большой побег (2010)[25]
- Хороший динозавр (2015)[26]
- Губка Боб в 3D (2015)[27]